# Fontaine-la-Louvet
Fontaine-la-Louvet is een gemeente in het Franse departement Eure (regio Normandië) en telt 284 inwoners (1999). De plaats maakt deel uit van het arrondissement Bernay.

## Geografie
De oppervlakte van Fontaine-la-Louvet bedraagt 11,3 km², de bevolkingsdichtheid is 25,1 inwoners per km².
De onderstaande kaart toont de ligging van Fontaine-la-Louvet met de belangrijkste infrastructuur en aangrenzende gemeenten.

## Demografie
Onderstaande figuur toont het verloop van het inwonertal (bron: INSEE-tellingen).